# Rudolf Emil Kálmán
Rudolf (Rudy) Emil Kálmán (Hongaars: Kálmán Rudolf Emil) (Boedapest, 19 mei 1930 – 2 juli 2016) was een Hongaars-Amerikaans elektrotechnicus en wiskundige. Hij staat bekend als mede-uitvinder van het Kalman-filter, een wiskundige techniek die onder andere wordt toegepast in navigatiesystemen van vliegtuigen om signalen te filteren.

## Biografie
Kálmán, geboren in Hongarije, emigreerde in 1943 naar de Verenigde Staten. Hij studeerde elektrotechniek aan het Massachusetts Institute of Technology waar hij in 1953 zijn bachelordiploma en een jaar later zijn master behaalde. Hij promoveerde in 1957 aan de Columbia-universiteit te New York. Na zijn promotie was hij als stafengineer werkzaam bij het IBM onderzoekslaboratorium in Poughkeepsie.
Van 1958 tot 1964 werkte Kálmán als onderzoekswiskundige aan het Research Institute of Advanced Studies (RIAS) in Baltimore. Vervolgens was hij tot 1971 hoogleraar aan de Stanford-universiteit en tot 1992 Graduate Research Professor en directeur van het Centre for Mathematical System Theory aan de Universiteit van Florida. Vanaf 1973 bezette hij tevens de leerstoel Mathematische Systeemtheorie aan het Zwitserse Eidgenössische Technische Hochschule Zürich.
Kálmán was lid van de Institute of Electrical and Electronics Engineers (IEEE), de U.S. National Academy of Sciences, de American National Academy of Engineering en de American Academy of Arts and Sciences. Verder is hij buitenlands lid van de Hongaarse, Franse en Russische Wetenschap Academies. Hij werd onderscheiden met vele eredoctoraten. In 1974 ontving hij de IEEE Medal of Honor, de IEEE Centennial Medal (1984), de Kyoto-prijs in Technologie (1985), de Steele-prijs van de American Mathematical Society (1986), de Richard E. Bellman Control Heritage Award (1997) en de Charles Stark Draper Prize (2008) van de National Academy of Engineering. In 2009 werd hij door president Barack Obama onderscheiden met de National Medal of Science.

## Werk
Kálmán staat vooral bekend als mede-uitvinder van de naar hem vernoemde Kalman-filter, een wiskundige techniek die breed wordt toegepast in digitale computers van regel-, navigatie- en ruimtevaartsystemen. Het ontdoet een signaal van een lange rij van willekeurige verstoringen (ruis) of incomplete technisch metingen. Deze waarnemingen worden meestal gedaan door elektronische of gyroscopische systemen. 
Zijn ideeën omtrent filtering werden aanvankelijk met enige scepsis ontvangen, zodanig dat hij de eerste resultaten van zijn werk in een werktuigbouwkundig tijdschrift moest publiceren in plaats van een elektrotechnisch of systeem-engineeringstijdschrift. Zijn Kalman-filter worden toegepast in zowel onbemande als bemande vlucht- en ruimtevaartvoertuigen, waaronder het Apollo- en spaceshuttleprogramma, in onderzeeboten en in kruisvluchtwapens.